# Bassia salsoloides
Bassia salsoloides är en amarantväxtart som först beskrevs av Edward Fenzl, och fick sitt nu gällande namn av Andrew John Scott. Bassia salsoloides ingår i släktet kvastmållor, och familjen amarantväxter. Inga underarter finns listade i Catalogue of Life.